# Parc Georges-Valbon
Le parc départemental Georges-Valbon, communément appelé parc de La Courneuve, est le troisième plus grand parc de la région parisienne, avec une superficie de 417 hectares, après le bois de Vincennes (995 ha) et  le bois de Boulogne (846 ha), hors de Paris.
Il est officiellement nommé parc Georges-Valbon le 9 janvier 2010, en hommage au premier président du conseil général de la Seine-Saint-Denis.
Sur les 417 hectares du parc, 310 sont classés zone Natura 2000. Il s'étend sur cinq communes, quatre de Seine-Saint-Denis, La Courneuve, Saint-Denis, Stains et Dugny, ainsi qu'une dans le Val-d'Oise, Garges-lès-Gonesse.

## Géographie
La coupe géologique fait apparaître successivement 5 mètres d'alluvions du quaternaire, 1 mètre de marnes infragypseuses et sables verts de l'éocène supérieur (ludien), 11 mètres de calcaire marneux de Saint-Ouen de l'Éocène supérieur (Marinésien), 9 mètres de sables de Beauchamp de l'eocène supérieur (Auversien), 28 mètres de marnes et grès de l'éocène moyen (Lutétien) et plus de 10 mètres de sables, graviers verts et quartz de l'éocène inférieur (Yprésien).
Le parc se situe sur un ancien lit de la Marne, qui laissa une zone humide et marécageuse ainsi que des sols d'alluvions qui furent exploités par les maraîchers, nombreux dans le secteur jusqu'à un passé récent[réf. nécessaire].
Afin d'une part de lutter contre la pollution, et d'autre part de réguler le débit des eaux en direction des zones urbanisées, un certain nombre d'ouvrages importants ont été réalisés bien avant la création du parc : canalisation et couverture de la Vieille Mer, création de bassins d'orage avec extension possible vers des zones inondables.

## Histoire
Des cultures de céréales étaient pratiquées du Moyen Âge au XIXe siècle, puis des cultures maraîchères (dès 1820) pour l’approvisionnement de la capitale. Ces terrains situés dans la partie basse du département, quasiment au niveau de la Seine, étaient très humides et inondables.
Ainsi le site était traversé par plusieurs rivières et rus : le Croult, le Rouillon, la Vieille Mer, la Morée, la Molette et de nombreux petits ruisseaux de drainage complétaient cet ensemble.
L'idée de réaliser une promenade publique sur le site date de 1925 à l'initiative du conseil général de la Seine qui réserve 800 ha de terrain ; l'idée est relancée en 1934, mais il faut attendre 1954 pour qu'un avant-projet soit réalisé ; le paysagiste Albert Audas imagine un projet similaire à celui du Bois de Boulogne avec de grandes allées pour les voitures… Une première tranche de 136 ha ouvre au public en 1970.
Dans les années 1960, l'ouest de la zone actuelle du parc abritait le bidonville de la Campa, où vivaient dans le plus grand dénuement des centaines de familles, notamment d'origine nord-africaine et espagnole, qui furent relogés plus tard dans les cités HLM du secteur.

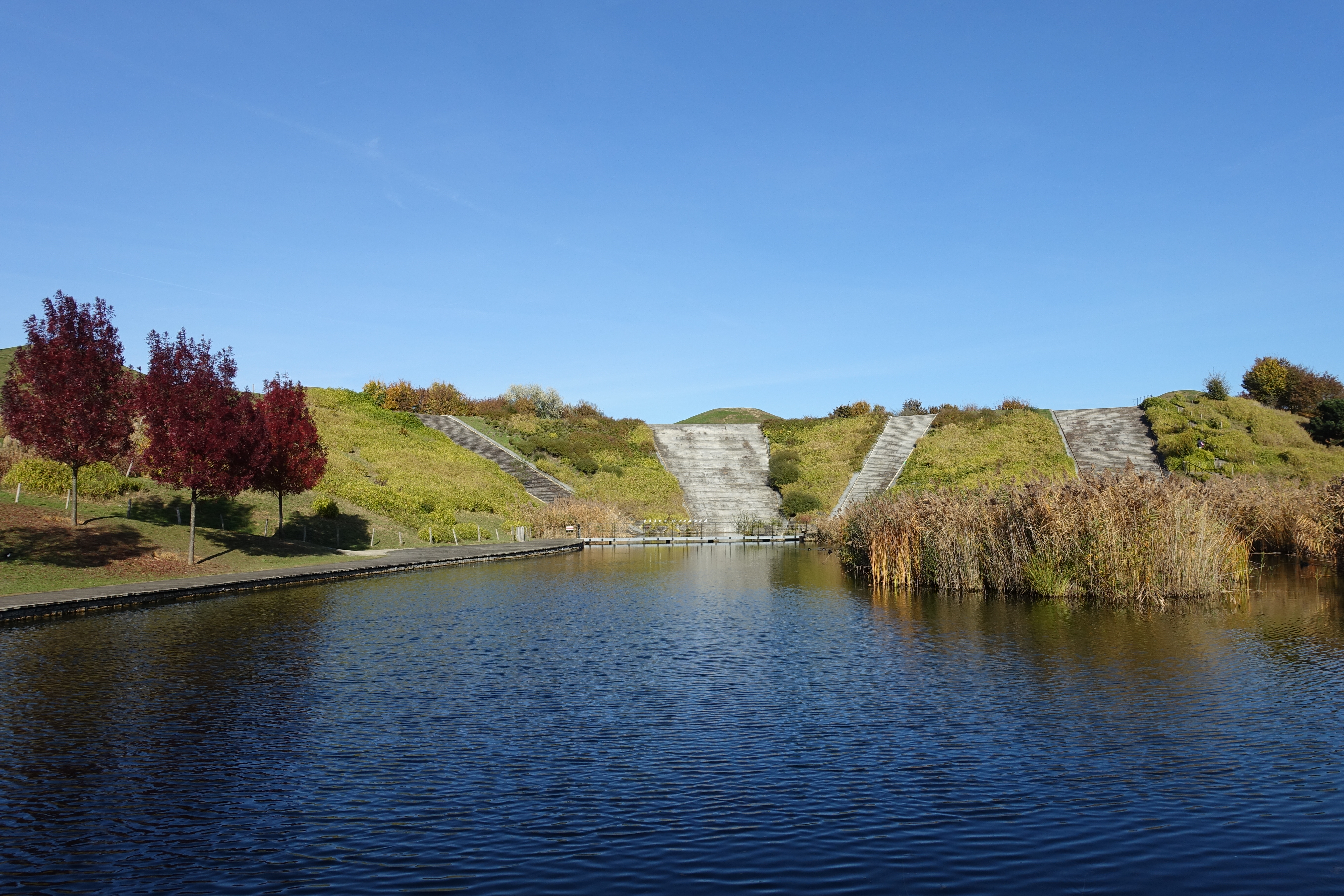
Les cascades.

Avec la création du conseil général de la Seine-Saint-Denis, le projet change de perspective et sera réservé aux piétons. Si ce parc est la principale réalisation du département en la matière, il n'est pas la seule, si bien que la superficie des espaces verts de la Seine-Saint-Denis est passée de 0,84 m2 par habitant en 1969 à 11 m2 en 2005. Le parc de La Courneuve grandit par tranches successives : 
- Dans les années 1960, 136 ha sont aménagés recréant la nature au travers de massifs boisés et de prairies rustiques traversées par de nombreux sentiers.
- Dans les années 1970, de nouveaux paysagistes, Allain Provost ; John Whalley et Gilbert Samel[6], vont créer un monde totalement artificiel composé de vallons, coteaux, lacs, belvédères.
- Dans les années 1980, le public veut être plus près de la nature. Les trois lacs supérieurs sont aménagés de manière à permettre un meilleur équilibre biologique.

Dans les années 1990, un combat est mené contre le projet de prolongement de l'autoroute A16 jusqu'à l'autoroute A86 en traversant le parc. En 1997 et 2001, il est décidé de limiter ce prolongement à la Francilienne.
De 1972 à 1998, la Fête de l'Humanité se déroule dans le parc paysager sur 70 hectares, avant de rejoindre l'Aire des vents de 1999 à 2021.
D'autres concerts ont lieu, notamment ceux de Bruce Springsteen les 29 et 30 juin 1985 devant 60 000 personnes, quelques semaines après la sortie de son album Born in the U.S.A., initialement prévu au stade Yves-du-Manoir à Colombes mais déplacé pour des raisons de sécurité.
Le parc départemental de La Courneuve est officiellement renommé parc départemental Georges-Valbon le 9 janvier 2010, à la suite de la délibération votée en ce sens le 15 octobre 2009 afin de rendre hommage au premier président du conseil général de la Seine-Saint-Denis.
En avril 2013, le parc s'agrandit de deux hectares supplémentaires — pour atteindre le chiffre de 417 — récupérés sur une ancienne friche industrielle .
Le parc est surveillé notamment par une unité de police à cheval, créée en 1994 pour ramener la sécurité. Les agressions y sont rapidement divisées par quatre,.

### Parc des Jeux 2024
Durant les Jeux olympiques puis les paralympiques de 2024, le parc accueille la plus vaste zone de célébration francilienne du 25 juillet (date du passage de la flamme olympique) au 11 août, puis du 6 au 8 septembre 2024. Aux abords du lac, 5 000 personnes sont attendues chaque jour et  même 10 000 personnes lors de soirées événementielles jusqu’à minuit.
Largement médiatisée, l'initiative Parc des Jeux proposera de suivre les compétitions sur un écran géant de 60 mètres carrés posé sur le lac. Chaque jour une sélection parmi 70 activités sportives gratuites, auxquelles s'ajoutera une tour panoramique permettant de contempler la Seine-Saint-Denis à 80 mètres de haut. Parmi les huit soirées de concerts: le rappeur Gazo et chanteuse Adèle Castillon assurent la soirée d'ouverture alors que le groupe Magic System est annoncé pour la clôture le 11 août. D'un budget total de 4 millions d'euros est assuré principalement par le Département de Seine-Saint-Denis (2 / 5 millions d'euros), aidé par le comité de Paris 2024 et la Métropole du Grand Paris[incompréhensible]. Les venues d'athlètes et les animations proposées connaissent le succès et attirent un nouveau public au parc.

## Un espace varié

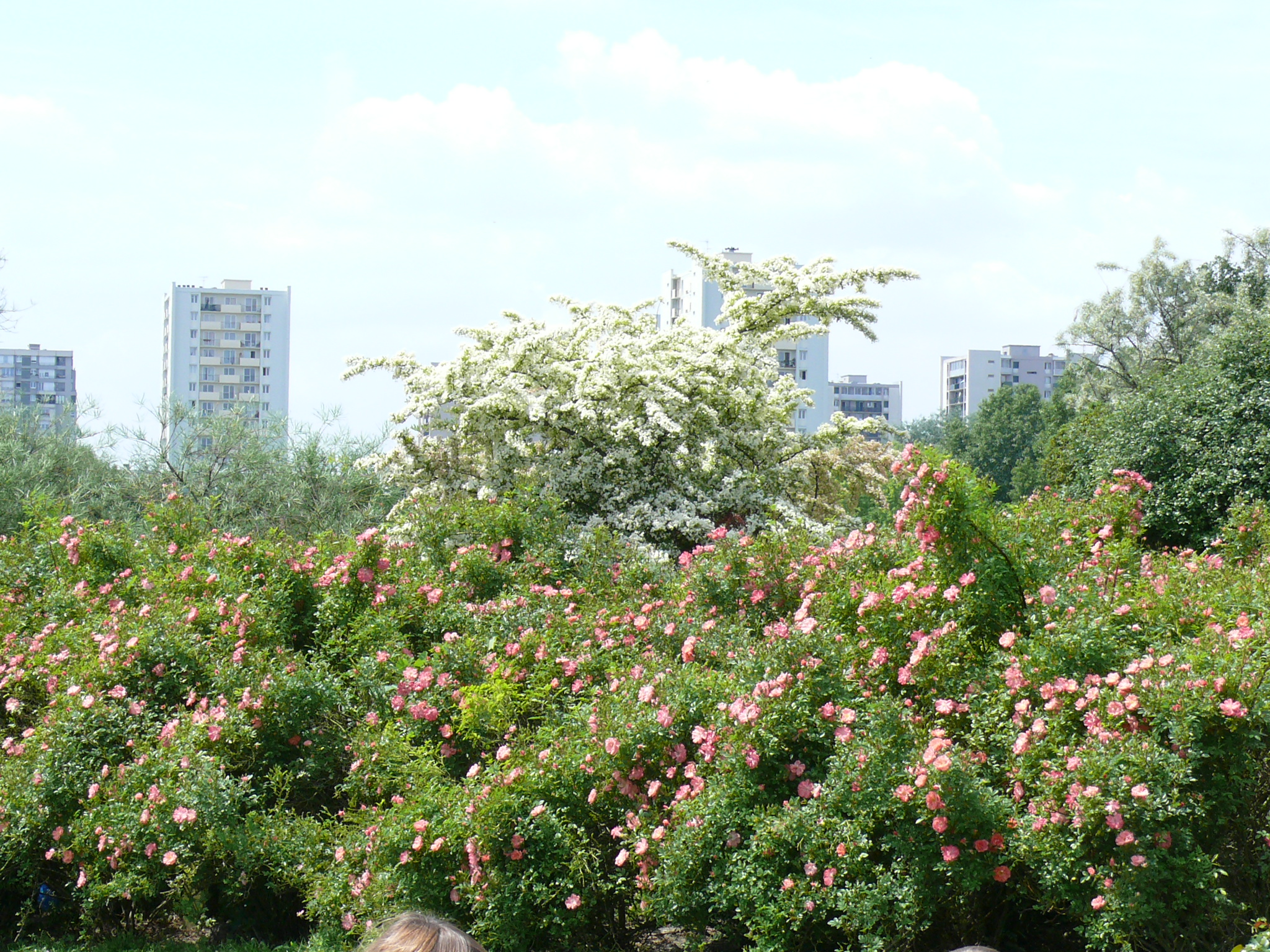
Fleurs et grands ensembles.

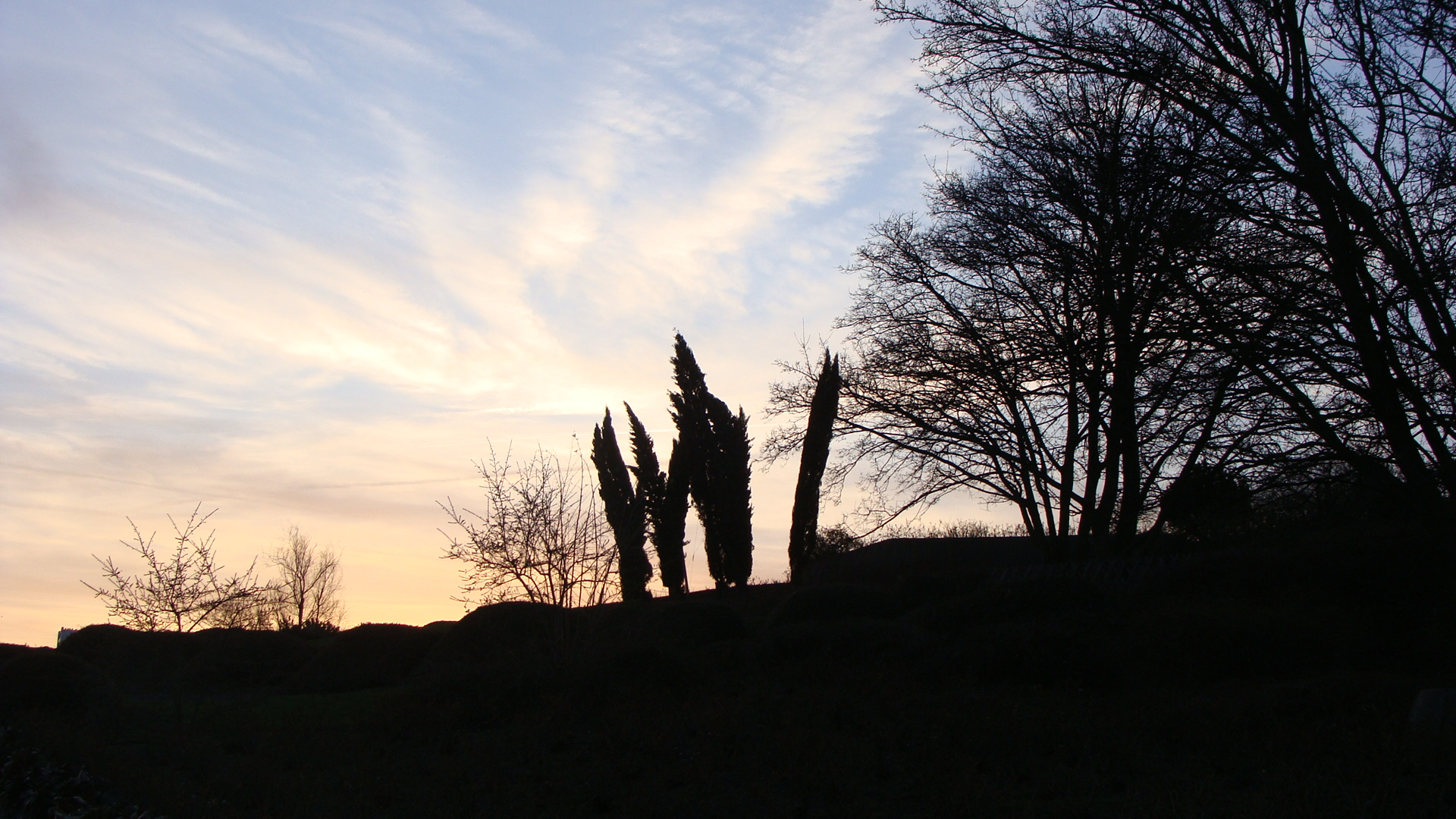
Le parc s'endormant, vue d'artiste.

Le parc de La Courneuve reçoit près de 2 millions de visiteurs par an.
Le parc compte de grands espaces verts, sauvages ou aménagés dont sept plans d'eau naturels (l'étang des Brouillards) ou artificiels (le Grand lac de 12 hectares, le Vallon…) et même des cascades de 12 mètres de haut.
La roseraie comprend 45 000 roses de 120 variétés ; on plante chaque année 90 000 bulbes ; la vallée des fleurs (composée de plantes vivaces) s'étend sur 1,6 hectare.
Géré par le conseil départemental, le parc propose toute l'année des ateliers, des animations, des sorties « nature », des expositions… 
On compte aussi 8 chemins de randonnée, des aires de jeux, jets d'eau géants, des espaces réservés aux chiens (Cani-parc), trois buvettes, des locations de vélos, de rosalies (voitures à pédales), barques et pédalos. Il abrite un centre équestre, qui accueille en mai le jumping international de la Seine-Saint-Denis.
17 écogardes et 3 chefs de brigade à cheval ou véhiculés assurent les missions d’accueil, de prévention, de sécurité et de sensibilisation à la protection de l’environnement, 365 jours par an. 
Nommées Édouard Glissant en 2011 et Victoria Montou en 2022, les deux Maisons du parc accueillent les visiteurs et organisent de nombreuses manifestations et visites thématiques,. En surplomb du lac, près de cette dernière est installé en novembre 2022 la sculpture Le Vigilant de l'artiste Rachid Koraïchi,.

### Aire des vents
D'une superficie de 27 hectares l'Aire des vents, jouxtant le parc sans être dans l'espace Natura 2000. Il a accueilli de nombreuses années et jusqu'en 2021 la Fête de l'Humanité avant d'accueillir le Village des médias à l’occasion des Jeux olympiques d'été de 2024. Après ces 7 hectares deviendront en écoquartier composé de 1 300 logements (dont 20 % de logements sociaux) 20 autres hectares feront l’objet d’une requalification pour en faire un véritable parc, plus étroitement relié au parc Georges-Valbon : les sols seront en grande partie désimperméabilisés alors que 8 200 arbres seront plantés sur 3 hectares.

### Terrain des essences
D'une superficie de 13 hectares (12,3 de l’État et 0,7 de la SNCF), le Terrain des essences était jusqu'en 2002 un centre de ravitaillement en carburants du Ministère des Armées. 
Vers 2009, le site est évoqué pour accueillir l'école d'ingénieurs ESTACA, mais le projet n'aboutit pas,. Bombardé par les Alliés en août 1943, le site est déminé dans les années 2010. Destiné à accueillir des épreuves lors des Jeux olympiques de 2024, le site est acquis par le Département en 2021 puis est dépollué des hydrocarbures infiltrés dans les sols entre 2021 et 2023 pour 12 millions d’euros, dont plus de 5 millions d’euros consacrés à la décontamination. Le site devait accueillir les épreuves de tir, mais l'espace s'étant révélé trop exigu, celles-ci sont disputées à Châteauroux. Toutefois, le parc sera le lieu du départ du paramarathon.
Après les Jeux, le site est intégré fin octobre 2024 au parc Valbon avec au nord une zone de refuge pour la biodiversité sur 3,5 hectares inaccessible au public, au centre une zone de 3,6 hectares aménagée pour des activités pédagogiques de découverte de la faune — dont le crapaud calamite — et au sud, une zone de 5 hectares aménagée par des promenades et des équipements de détente,. Accessible par la nouvelle "entrée olympique" du parc, le site abrite également un skatepark et des espaces de jeux pour enfants qui sont inaugurés officiellement le 17 mai 2025,.

## Écologie
La grande majorité de la surface du parc, 310 hectares, est classée Natura 2000 depuis 2006 ,.

### La faune
Le parc abrite de nombreuses espèces des plus communes, comme le lapin de garenne ou le cygne tuberculé aux plus rares comme le crapaud calamite ou le blongios nain, en passant par le hibou moyen-duc.

#### Les oiseaux

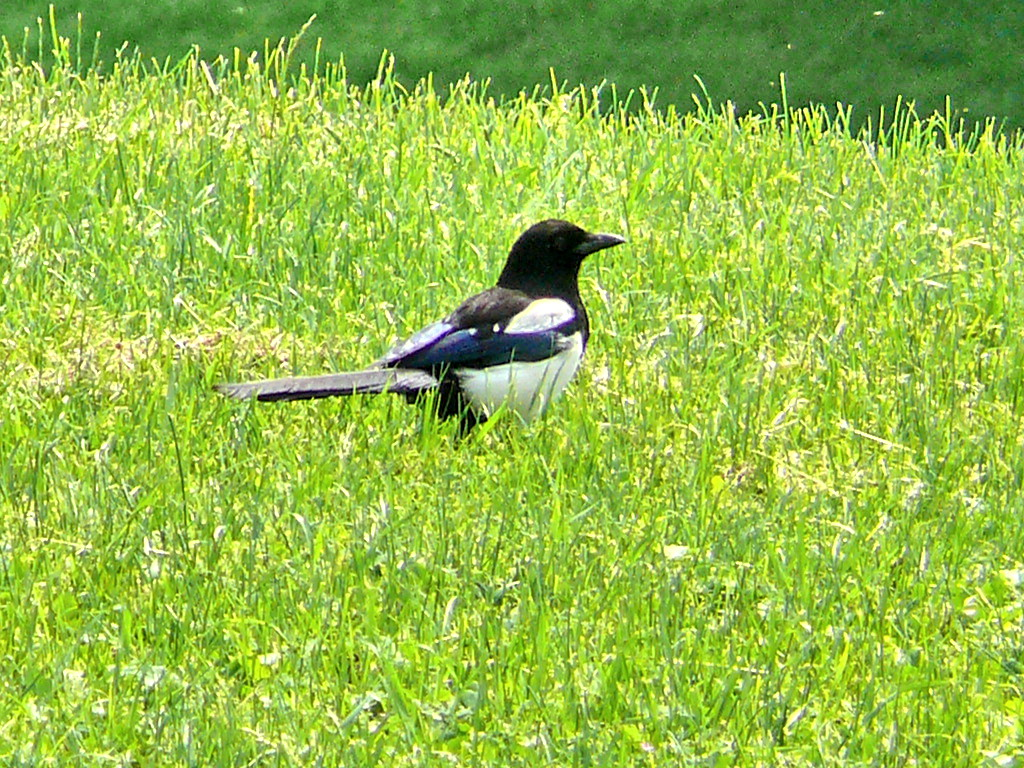
Si certains oiseaux sont difficiles à observer, ce n'est pas le cas de la pie, qui fréquente les prairies du parc.

Parmi les 140 espèces inventoriées, l'espèce emblématique du parc est le blongios nain, le plus petit des hérons d'Europe. Plusieurs couples nicheurs de cette espèce menacée y sont observés et s’y reproduisent. Autres espèces rares, le martin pêcheur et le pic noir sont régulièrement observées dans le Parc, parce qu'ils y trouvent des habitats favorables à leur alimentation ou leur reproduction. De nombreux oiseaux d'eau migrateurs (fuligule milouin, canard souchet, bruant des roseaux, grèbe castagneux, butor étoilé, chevalier guignette…) font escale dans le parc. De même, grâce au phénomène de marnage de l'étang des Brouillards et du Vallon, les oiseaux limicoles (gravelots, bécassines…) peuvent s'arrêter et se nourrir dans le parc. 
Plus communes, la poule d'eau, le grèbe huppé, le cygne tuberculé, la foulque macroule sont des habitués des lacs, alors que les nombreux bois abritent le rouge-gorge familier, les mésanges, le pic vert, le pic épeiche et le hibou moyen-duc. Faucon crécerelle, épervier d'Europe, alouette des champs sont eux visibles en milieu ouvert.

#### Les mammifères

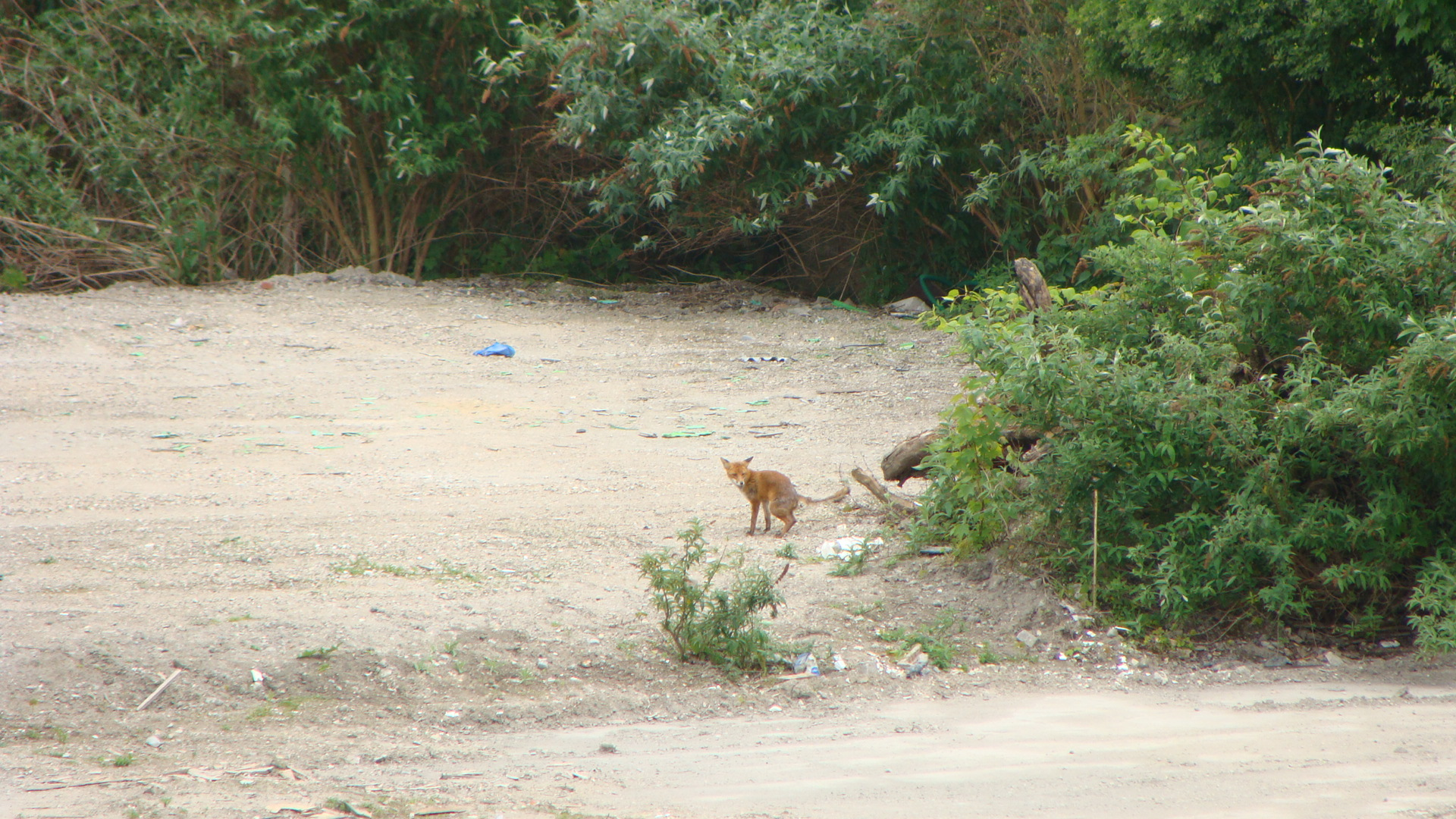
Renard roux traversant le parc.

Le parc étant enclavé dans une zone urbanisée, le nombre d'espèces de mammifères reste limité. On peut néanmoins parfois observer le renard roux, qui se reproduit dans le parc, ainsi que de nombreux lapins de garenne, souvent peu farouches. On peut aussi observer des écureuils roux.
Parfois, on observe des fouines, belettes ou hérissons.
L'analyse des déjections des hiboux moyen-duc indiquent la présence de la musaraigne musette, du campagnol des champs, du mulot sylvestre, de la souris grise dans le parc, ainsi que le lérot d'Europe et le rat des moissons, plus rares dans le département.
Des chauve-souris chassent au-dessus des plans d'eau du parc, malgré l'absence de bâtiments ou de vieux arbres où elles pourraient s'établir.

#### Les poissons
Introduits par des promeneurs ou fortuitement par des oiseaux d'eau, le brochet, la perche, le poisson-chat et la perche-soleil sont les prédateurs les plus présents. On y trouve également la carpe (des races domestiques miroir et cuir, visibles dans le Grand Lac et dans le petit lac à côté du Pont Iris), la tanche, le gardon et le goujon, la brème commune, la brème bordelière ainsi que le poisson rouge.

#### Les insectes
Au nord du parc, près de l’entrée dite du Moulin-Neuf, se trouve un rucher d’environ une douzaine de ruches, gérées par la Société centrale d'apiculture de Paris.

## Le projet «Central Park»
En 2008, l'architecte Roland Castro proposait de construire des immeubles en bordure du parc à la façon de Central Park à New York.
Le projet est relancé en 2014 par le promoteur Marc Rozenblat qui propose d'urbaniser 70 hectares de terrain à l'intérieur du parc, le long de l'autoroute A1 et de la route départementale entre Dugny et La Courneuve, à proximité de la gare de Dugny - La Courneuve du T11, pour construire jusqu'à 24 000 logements (sur les 45 000 que pourrait compter l'opération d'aménagement entre les futures gares du Grand Paris Express entre les Six-Routes et Le Bourget).
Le promoteur estime que les 70 ha de surfaces Natura 2000 ainsi détruites seraient compensées par l'adjonction de terrains une dizaine de kilomètres plus au nord, majoritairement sur le territoire de Garges-les-Gonesse. Pour François Letourneux, vice-président du comité français pour l'UICN et président de la fête de la Nature, les 140 ha prévus pour la compensation sont déjà intégrés à la trame verte et bleue, la compensation projetée n'est donc pas possible.
Au premier semestre 2015 est étudiée l'opportunité d'intégrer la construction de logements autour du parc dans le cadre d'une opération d'intérêt national (OIN), mais le Premier ministre Manuel Valls annonce que le choix des sites ne serait arrêté qu'en septembre 2015. Plusieurs collectifs d'habitants sont créés au même moment pour dénoncer cette opération. Les collectifs lancent en avril une pétition en ligne et organisent des manifestations hebdomadaires au parc. Ils s'opposent à ce qu'ils considèrent comme la privatisation d'un bien commun, lieu de loisir et de vacances pour nombre d'habitants, conduisant à la destruction d'espaces accueillants pour la biodiversité. Début juin, les maires des communes de La Courneuve, Stains et Saint-Denis expriment leur opposition à l'OIN, ainsi que la députée Marie-George Buffet. Le président du conseil général, Stéphane Troussel, estime qu'il faut revoir fortement à la baisse les objectifs de construction. Antoine Valbon, urbaniste et fils du premier président du conseil général de la Seine-Saint-Denis, dénonce quant à lui un « marketing intolérable » et conseille, plutôt que de céder les terrains publics aux promoteurs immobiliers, de « concentrer les crédits publics pour les réhabilitations dont ont besoin les habitants des quartiers sensibles qui jouxtent le parc Georges-Valbon et pour une rénovation urbaine qui permette de faire entrer le parc dans la ville. » Fin 2015, le projet Central Park est « mis en sommeil ».

## Accès et desserte en transports en commun

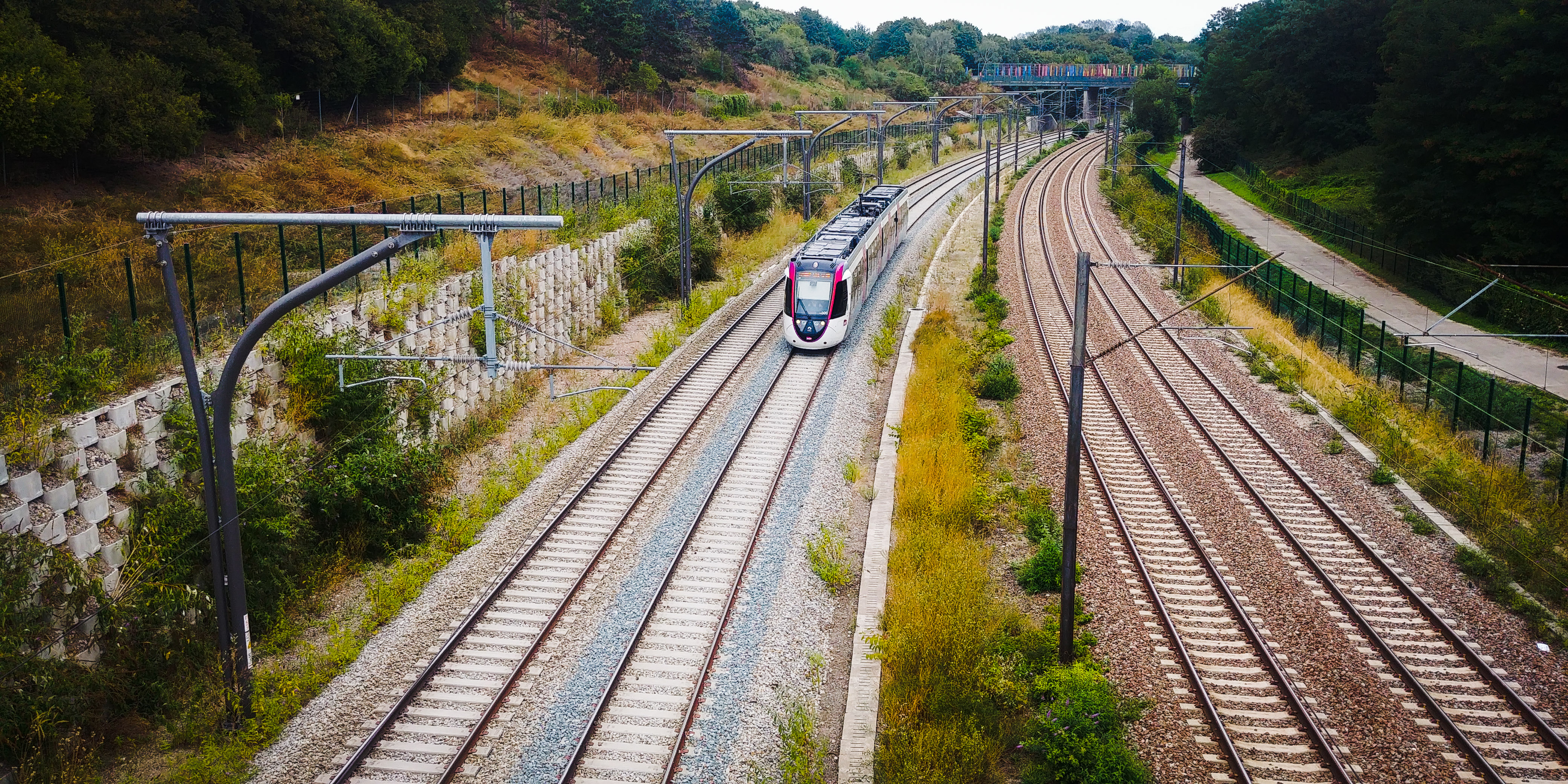
Le tramway T11 traverse le parc et assure sa desserte avec deux gares en lisière de celui-ci.

Le parc Georges Valbon dispose de plusieurs entrées depuis les communes qui le bordent :
- Entrée des Maraichers, à Garges-lès-Gonnesse (bus 11 et 250)
- Entrée des Poiriers, à Dugny (bus 249)
- Entrée Maurice-Thorez, à Dugny (bus 249)
- Entrée Olympique, à La Courneuve, avenue Waldeck-Rochet (bus 249 et 610, gare de Dugny - La Courneuve du tram T11)[28]
- Entrée Tapis-Vert, à La Courneuve, avenue Waldeck-Rochet (bus 249)
- Entrée des Marronniers, à La Courneuve, avenue Waldeck-Rochet (bus 249)
- Entrée Montjoie, à Saint-Denis, avenue Roger-Salengro (bus 150 et 250)
- Entrée Marville, à Saint-Denis, avenue Maxime-Gorki (bus 150 et 250)
- Entrée des Pyrus, à Saint-Denis, avenue Maxime-Gorki (bus 150 et 250)
- Entrée des Trois-Rivières, à Stains (bus 253)
- Entrée du Moulin-Neuf, à Stains (bus 253, gare de Stains-La Cerisaie du tram T11)
- Entrée de la Cerisaie, à Stains (bus 11, 250 253 et 270, gare de Stains-La Cerisaie du tram T11)